# The Hoose-Gow
The Hoose-Gow (br.: Dois canários na gaiola (TV) / Xadrez para dois) é um filme de curta-metragem estadunidense de 1929, dirigido por James Parrott. É estrelado pela dupla Laurel & Hardy, com produção de Hal Roach.

## Elenco
- Stan Laurel...Stan
- Oliver Hardy...Ollie
- Tiny Sandford...Carcereiro
- Jimmy Finlayson...Governador
- Charlie Hall...Guarda em cima da árvore
- Leo Willis...Leo
- Ellinor Vanderveer...convidada
- Retta Palmer...convidada
- Sam Lufkin...chefe do campo de prisioneiros
- Leo Sulky...guarda da prisão
- Dick Sutherland...cozinheiro
- Eddie Dunn...prisioneiro
- Chet Brandenburg...prisioneiro
- Ed Brandenburg...prisioneiro
- Baldwin Cooke...prisioneiro
- Charles Dorety...prisioneiro
- Ham Kinsey...prisioneiro
- Tiny Ward...prisioneiro
- Blackie Whiteford...prisioneiro

## Sinopse
Stan e Ollie chegam de camburão a um presídio após serem pegos durante uma fuga, a qual eles se dizem inocentes e que apenas assistiam. Um dos prisioneiros planeja escapar após dar um sinal, isto é, jogar maçãs por cima do muro. Ele dá as frutas para Ollie e o instrui para fazer isso, mas o carcereiro percebe e toma as frutas dele e de Stan e as atira para fora, o que faz com que os comparsas joguem uma escada, para surpresa do guarda. Na confusão, Ollie e Stan tentam escapar mas são atingidos por disparos de espingarda e retornam com as calças fumegando.
No campo de prisioneiros, Ollie e Stan cavam valas e com suas trapalhadas chegam tarde na hora da refeição. Eles vão até o cozinheiro que lhes dá um machado para trazer lenha em troca de comida. Ollie escolhe uma grande árvore, pois acha que assim conseguirá bastante comida, e começa a cortá-la sem perceber que no alto está uma guarita com um vigia. A árvore cai sob as tendas dos guardas no momento em que chegava uma comitiva do governador para vistoriar o campo.
Acidentalmente, Stan fura o radiador do automóvel do juiz com uma picareta e um dos detentos fala para que joguem arroz dentro do maquinário para parar o vazamento de água. Quando o juiz está para partir o radiador começa a expelir uma grande quantidade de arroz cozido. Imediatamente se inicia uma grande batalha entre todos, jogando massa de arroz uns nas caras dos outros. Ollie e Stan tentam mais uma vez fugir se escondendo em outro carro da comitiva, mas o mesmo bate e despeja uma grande quantidade de leite em cima dos dois, que assim são descobertos pelos guardas.

## Citação
Nos letreiros de abertura: "Neither Mr. Laurel nor Mr. Hardy had any thoughts of doing wrong. As a matter of fact, they had no thoughts of any kind".
Tradução livre"Nem o Senhor Laurel nem o Senhor Hardy tinham pensamentos de fazer algo errado. Na verdade, eles não tinham qualquer pensamento".